# کونیگونده ۹۳۶

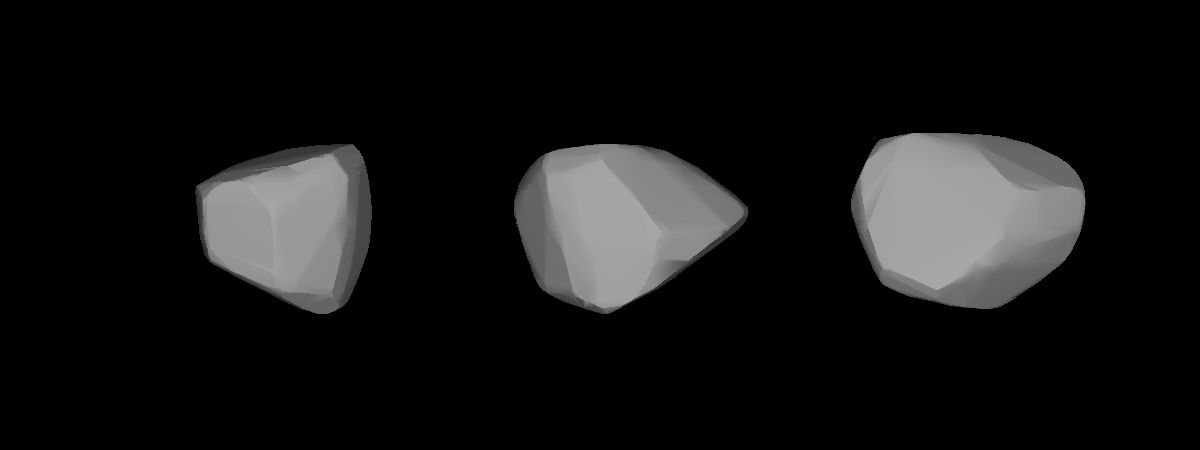
مدل سه‌بُعدی سیارک کونیگونده ۹۳۶ بر اساس منحنی نور آن

سیارک ۹۳۶ (به انگلیسی: 936 Kunigunde، نامگذاری:1920HN) نهصد و سی و ششمین سیارک کشف شده‌است که در ۸ سپتامبر ۱۹۲۰ و در هایدلبرگ کشف شد.
قدر مطلق سیارک برابر ۱۰٫۰۰ است.